# 中华短翅鸫
中华短翅鸫（学名：Brachypteryx sinensis），又称为蓝短翅鸫，是雀形目鹟科的一种鸟类。

## 特征
中华短翅鸫体重约17.68克，翼长约64.3毫米，嘴峰长约15.5毫米，喙宽度约3.3毫米，喙厚度约3.9毫米，跗蹠长约31毫米，尾长约55.2毫米。中华短翅鸫在其分布区内为留鸟，其栖息在潮湿森林中由稠密矮竹丛集的竹林中，食性为肉食性，主要食物来源是陆生无脊椎动物。

## 分布
中国东南部，北至陕西南部，南至贵州和广西，东至江西和福建西北部，模式产地在福建挂墩。